# Reš
Reš (hebrejsky רֵישׁ‎, znak ר) je dvacáté písmeno hebrejské abecedy.
Samotné písmeno symbolizuje vyšší smysl a povznesení se nad materiálním břevnem.

## Hebrejština
V moderní hebrejštině se nejčastěji čte jako Znělá uvulární frikativa (ʁ). Aškenázové často vyslovují reš jako uvulární vibrantu (ʀ) (např. ירוק) či jako alveolární vibrantu (r).
V systému hebrejských číslic představuje reš číslovku 200.
| Varianty psaní reš | Varianty psaní reš | Varianty psaní reš     | Varianty psaní reš | Varianty psaní reš |
| Tištěné formy      | Tištěné formy      | Tištěné formy          | Psací kurzíva      | Písmo raši         |
| Serif              | Sans-serif         | Neproporcionální písmo | Psací kurzíva      | Písmo raši         |
| ------------------ | ------------------ | ---------------------- | ------------------ | ------------------ |
| ר                  | ר                  | ר                      |                    |                    |